# Barbara Williams
Barbara Williams (Isla de Vancouver, Canadá, 1953) es una actriz canadiense. Williams protagonizó las películas Thief of Hearts en 1984, Watchers en 1988 Oh, What a Night en 1992. Obtuvo una nominación al premio Genie en su edición n.º 21 en la categoría "mejor actriz secundaria" por la película canadiense Love Come Down.

## Vida personal
Williams nació en Isla de Vancouver, hija de Simone y Jack Williams. Fue la esposa del activista social y político Tom Hayden.

## Filmografía

### Cine
- 2006 Little Chenier como Bernell
- 2003 Manhood como Faith
- 2003 The Inner Circle como Barbara
- 2002 Perfect Pie como Marie Begg
- 2001 Jack the Dog como Faith
- 2000 Love Come Down como Olive Carter
- 1998 Bone Daddy como Sharon
- 1998 They Come at Night como la doctora Sarah Schaefer
- 1998 Krippendorf's Tribe como la profesora Jennifer Harding
- 1997 Inventing the Abbotts como Joan Abbott
- 1993 Digger como Anna Corlett
- 1991 City of Hope como Angela
- 1990 The Man Inside como Judie Brandt
- 1990 Neon Rider como Judith
- 1988 Watchers como Nora Cornell
- 1988 Tiger Warsaw como Karen
- 1986 Jo Jo Dancer, Your Life Is Calling como Dawn
- 1984 Thief of Hearts como Mickey Davis
- 1983 Tell Me That You Love Me como Miri
- 1981 Firebird 2015 AD como Shana